# Parauapebas
Parauapebas är en snabbt växande stad och kommun i norra Brasilien och är belägen i den sydöstra delen av delstaten Pará. Hela kommunen har cirka 180 000 invånare.

## Befolkningsutveckling
| Område     | Areal (km²)   | Invånarantal 1 augusti 2000 | Invånarantal 1 augusti 2010 | Invånarantal 1 juli 2014 |
| ---------- | ------------- | --------------------------- | --------------------------- | ------------------------ |
| Kommun     | 6 886,21      | 71 568                      | 153 908                     | 183 352                  |
| Centralort | Ingen uppgift | 59 260                      | 138 690                     | Ingen uppgift            |